# Bách nhân đội trưởng

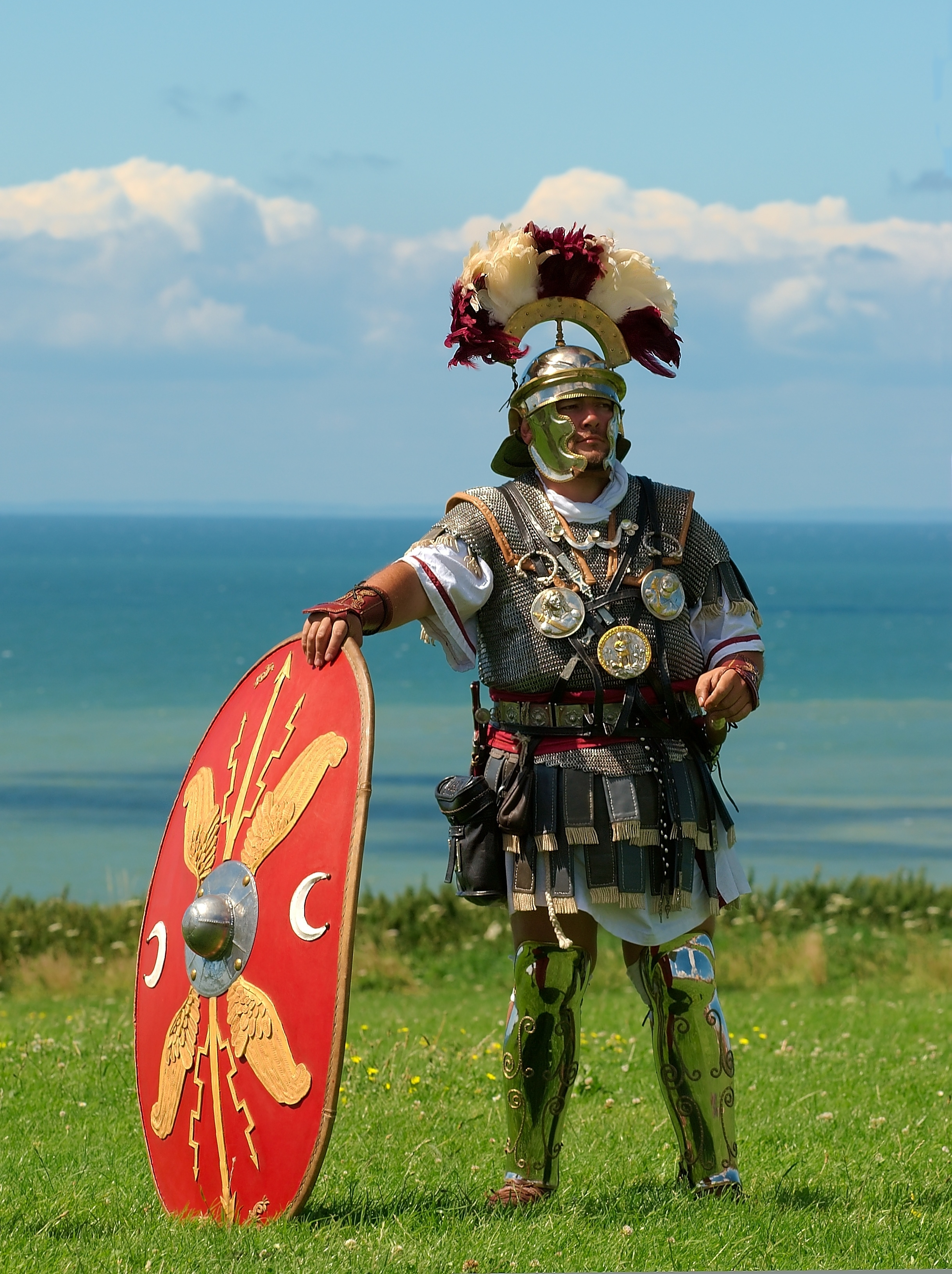
Bách nhân đội trưởng La Mã thời kỳ Đế chế.

Bách nhân đội trưởng (tiếng Latinh: centurio, tiếng Hy Lạp: kentyríōn (κεντυρίων) hoặc hekatóntarkhos (ἑκατόνταρχος)) là một cấp bậc đồng thời là chức vụ sĩ quan trung cấp ngạch chỉ huy trong Quân đội Đế chế La Mã cổ đại, xuất hiện sau cuộc Cải cách Quân sự của Marius năm 107 TCN. Bách nhân đội trưởng là người đứng đầu một "bách nhân đội" (tiếng Latinh: centuria, nghĩa là đội gồm một trăm người). Bách nhân đội trưởng tương đương đại đội trưởng trong quân đội thời hiện đại.
Đa số bách nhân đội trưởng chỉ huy một centuria (đại đội) 83 người, một số ít bách nhân đội trưởng có thâm niên cao là cấp trưởng của các cohors (trung/lữ đoàn), hoặc là sĩ quan tham mưu cấp cao trong quân đoàn chủ lực.

## Từ nguyên
Danh từ La-tinh "centurio" bắt nguồn từ danh từ "centuria" (bộ lạc, nhóm người). Danh từ này lại bắt nguồn từ danh từ số đếm "centum" nghĩa là "một trăm" (100). Tuy nhiên mối liên hệ về từ nguyên này hiện vẫn gây nhiều tranh luận hoặc bị bài xích.

## Vai trò
Trong lực lượng bộ binh La Mã, chức vụ bách nhân đội trưởng ban đầu chỉ huy một centuria. Phân cấp centuria được phát triển từ hệ thống bộ tộc La Mã sau cải cách của Servius, và có quân số khoảng 80-100 người. Sau cải cách quân sự của Marius, centuria có quân số chuẩn 100 người. Về sau, các tướng lĩnh và Hoàng đế thành lập các phiên bản centuria có quân số chính thức gấp đôi hoặc bằng một nửa centuria bình thường. Ví dụ như Gaius Julius Caesar đã thành lập các centuria có quân số gấp đôi đầu tiên.
Trong thời kỳ Đế chế, các bách nhân đội trưởng trong mỗi cohors có thâm niên ngày càng cao, dần dần được ưu tiên chỉ huy centuria có chiến lực cao hơn, cho đến khi chỉ huy centuria có chiến lực cao nhất cùng toàn bộ cohors. Các bách nhân đội trưởng giỏi nhất trong một quân đoàn sẽ được điều tới cohors thứ nhất. Họ được gọi là các Primus Ordi (số nhiều: Primi Ordines), chỉ huy một trong 5 centuria có quân số gấp đôi, và cũng có thể làm sĩ quan tham mưu quân đoàn. Bách nhân đội trưởng có thâm niên cao nhất trong quân đoàn thường là Pilus primus, chỉ huy trưởng của cohors thứ nhất. Mọi bách nhân đội trưởng, trừ những người có thâm niên cao nhất, chỉ phụ trách centuria của mình.
Sở dĩ được gọi là Pilus primus vì vị Bách nhân đội trưởng này chỉ huy centuria mạnh nhất (được xếp ngoài cùng bên phải) trong cohors thứ nhất. Chỉ có tám sĩ quan trong quân đoàn đứng trên Pilus primus: Legatus legionis (Sư đoàn trưởng), tribunus laticlavus (Giám quân trưởng); praefectus castrorum (Quân doanh trưởng); và tribunus angusticlavius (Giám quân).
Nhiều học giả so sánh cấp bậc/chức vụ bách nhân đội trưởng với hệ thống cấp bậc sĩ quan hiện đại. Điều này dẫn đến nhiều giả định không chính xác. Bách nhân đội trưởngs có thể được bầu, bổ nhiệm bởi Viện Nguyên Lão, hoặc thăng tiến bằng quân công vì nhiều lý do. Julius Caesar được cho là đã thăng cấp cho các bách nhân đội trưởng của ông vì họ đã biểu hiện lòng dũng cảm. Các nhà sử học trích dẫn ví dụ về các cá nhân trong số đó là người đầu tiên đứng chân trên mặt tường thành của đối phương, hoặc dẫn đầu đơn vị xuyên thủng đội hình địch. Nếu các trường hợp này là thật, thì sau đó sẽ xuất hiện vấn đề thiếu bách nhân đội trưởng để chỉ huy các đơn vị họ vừa rời đi. Tuy nhiên, mặc dù không trực tiếp so sánh với hệ thống cấp bậc sĩ quan hiện đại, có thể ước đoán các phân cấp Bách nhân đội trưởng khác nhau tương đương với sĩ quan trung cấp
Số lượng thương vong của các Bách nhân đội trưởng thường rất cao trong mỗi trận chiến, thường khi xông pha cùng với binh lính dưới quyền. Họ thường dẫn đầu đội hình, ở vị trí bên phải phía trước phương trận. Họ vừa phải chỉ huy vừa phải chiến đấu, dùng chính tính mạng của mình để giữ vững tinh thần chiến đấu của cấp dưới. Họ phải tìm cách biểu hiện chiến lực cá nhân và lòng dũng cảm mà một người chỉ huy giữa thiên quân vạn mã bắt buộc phải có. Đó là lý do chủ yếu cho tỉ lệ thương vong rất cao.
Dưới phân cấp bách nhân đội trưởng là optio (Phó chỉ huy trưởng centuria hay đại đội phó).
Là cá nhân chịu trách nhiệm về huấn luyện và duy trì kỷ luật của binh lính thuộc quyền, các bách nhân đội trưởng có đủ uy thế và quyền hạn để thực hiện các hình phạt khắc nghiệt. Trong tác phẩm "Biên niên sử", sử gia Tacitus đã kể câu chuyện về một nhân vật có biệt danh là "Cedo Alteram" - Có thể dịch thô là "Đưa Tôi Cái Nữa":

"Binh sĩ nổi loạn hạ sát các giám quân và quân doanh trưởng; họ cướp vật chất hậu cần nhằm chuẩn bị đào tẩu, và sau đó hạ sát một bách nhân đội trưởng tên là Lucilius, người được đám binh lính có máu hài hước gán cho một cái biệt danh là "Đưa Tôi Cái Nữa", bởi vì khi ông này trừng phạt (đánh vào lưng) một người lính tới gãy một cây gậy nho, ông ta sẽ gào lên đòi cái nữa... rồi cái nữa."

### Thâm niên
Mỗi centuria trong cohors có một thứ tự ưu tiên nhất định. Thâm niên của các bách nhân đội trưởng trong cohors cũng như trong quân đoàn đều phụ thuộc vào centuria họ chỉ huy. Các Bách nhân đội trưởng khởi đầu vị trí của mình trong các centuria có chiến lực thấp trước khi được thăng lên chỉ huy những centuria có chiến lực cao. Các bách nhân đội trưởng được gọi bằng phiên hiệu của centuria họ chỉ huy.
Thứ tự ưu tiên trong quân đoàn kiểu maniple bao gồm:
- Tuyến Hastati: 10 đại đội yếu và 10 đại đội mạnh
- Tuyến Principes: 10 đại đội yếu và 10 đại đội mạnh
- Tuyến Triarii: 5 đại đội yếu và 5 đại đội mạnh

Thứ tự ưu tiên đối với các quân đoàn thời kỳ Đế chế (theo thứ tự xung phong):
- Cohors I
- Cohors II
- Cohors III
- Cohors IV
- Cohors V
- Cohors VI
- Cohors VII
- Cohors VIII
- Cohors IX
- Cohors X

Cohors thứ nhất có 5 centuria, mỗi centuria có quân số gấp đôi centuria thông thường. Các bách nhân đội trưởng trong Cohors thứ nhất có cấp bậc cao hơn tất cả bách nhân đội trưởng thuộc các cohors còn lại.

## Sử gia Vegetius viết về những phẩm chất cần thiết của một Bách nhân đội trưởng
Bách nhân đội trưởng phải biết chữ (đọc viết thông thạo), có các mối quan hệ (thư giới thiệu), ít nhất 30 tuổi, và đã phục vụ vài năm trong quân đội.

Một Bách nhân đội trưởng trong lực lượng bộ binh được xét tuyển theo hình thể, sức mạnh và sự khéo léo khi phóng vũ khí tầm xa (lao), cùng khả năng sử dụng thanh kiếm và tấm khiên của anh ta. Anh ta phải là người cẩn thận, trầm ổn, năng động và luôn sẵn sàng thực hiện mệnh lệnh được giao hơn là chỉ biết nói suông. Phải nghiêm ngặt trong việc thực hiện và duy trì quân luật đúng mức đối với binh sĩ thuộc quyền, thường xuyên đảm bảo họ làm vệ sinh cá nhân cẩn thận, ăn mặc đúng cách, và vũ khí trang bị liên tục được bảo trì và sáng bóng. (Vegetius. De Re Militari, II, 14)